# Afwillita
L'afwillita és un mineral de la classe dels silicats. Va ser anomenat l'any 1925 per John Parry i Frederick Eugene Wright en honor d'Alpheus Fuller Williams.

## Característiques
L'afwillita és un silicat de fórmula química Ca₃[SiO₄][SiO₂(OH)₂](H₂O)₂. Cristal·litza en el sistema monoclínic. La seva duresa a l'escala de Mohs és 3 a 4.
Segons la classificació de Nickel-Strunz, l'afwillita pertany a «09.AG: Estructures de nesosilicats (tetraedres aïllats) amb anions addicionals; cations en coordinació > [6] +- [6]» juntament amb els següents minerals: abswurmbachita, braunita, neltnerita, braunita-II, långbanita, malayaïta, titanita, vanadomalayaïta, natrotitanita, cerita-(Ce), cerita-(La), aluminocerita-(Ce), trimounsita-(Y), yftisita-(Y), sitinakita, kittatinnyita, natisita, paranatisita, törnebohmita-(Ce), törnebohmita-(La), kuliokita-(Y), chantalita, mozartita, vuagnatita, hatrurita, jasmundita, bultfonteinita, zoltaiïta i tranquillityita.

## Formació i jaciments
Va ser descrita per primer cop a la mina Dutoitspan, Kimberley, Districte de Francis Baard, Cap Septentrional, Sud-àfrica